# 627

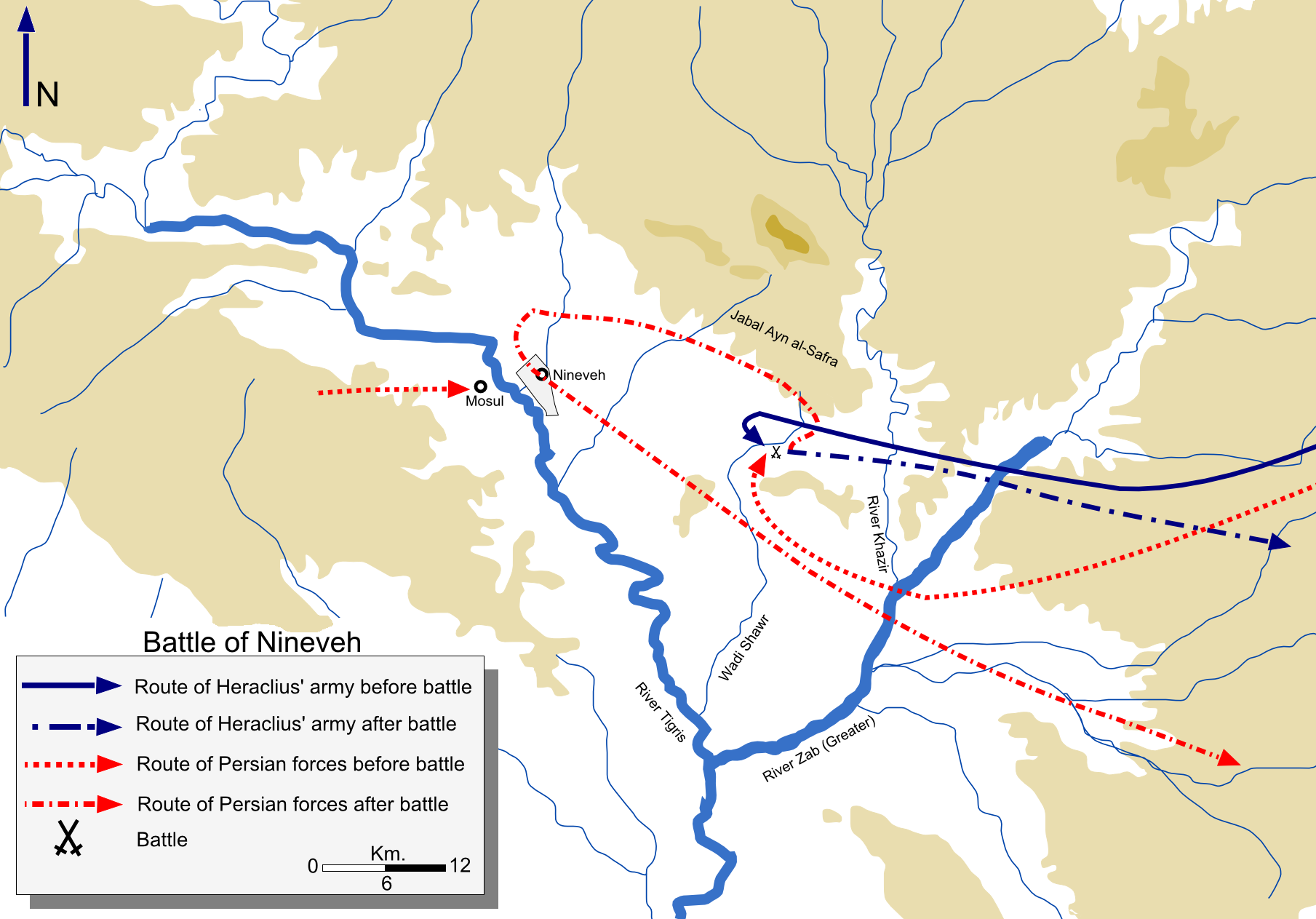
Manoeuvres tijdens de Slag bij Ninive (Irak)

Het jaar 627 is het 27e jaar in de 7e eeuw volgens de christelijke jaartelling.

## Gebeurtenissen

### Byzantijnse Rijk
- 12 december - Slag bij Ninive: Keizer Herakleios trekt met een Byzantijns expeditieleger (50.000 man) Mesopotamië binnen en verslaat de Perzen bij de ruïnestad Ninive, nabij het huidige Mosoel (Irak). Het "Ware Kruis" wordt van Kirkoek in triomf teruggevoerd naar Jeruzalem.

### Brittannië
- 12 april - Edwin van Northumbria wordt op paaszondag, onder invloed van zijn vrouw Æthelburga, door Paulinus van York gedoopt als eerste christelijke koning in Noord-Engeland. Familieleden en een aantal Angelsaksische edelen bekeren zich ook tot het christendom.

### Arabië
- Slag bij de Gracht: Mohammed slaat met zijn volgelingen bij Medina (Arabië) succesvol een belegering af. De Mekkanen (10.000 man) onder leiding van Aboe Sufyan kunnen vanwege een aangelegde greppel de stad niet innemen en moeten zich terugtrekken.
- De Banu Qurayza, laatste van de drie Joodse stammen in het noorden van Medina, wordt door Mohammed beschuldigd van samenzwering met de vijand. Volgens bronnen van Tabari, islamitisch historicus, worden door hem tussen 700 en 900 joodse mannen onthoofd.
- De bedoeïenenstammen van de Hidjaz zeggen hun trouw aan de leiders van Mekka op en zenden delegaties naar Mohammed. Hierdoor beheersen de moslims steeds meer handelsroutes in het westen van Arabië. (waarschijnlijke datum)

## Religie
- Kunibert wordt benoemd tot bisschop van Keulen.

## Geboren
- Hoessein, kleinzoon van Mohammed (overleden 680)

## Overleden
- Zaynab bint Khuzayma, echtgenote van Mohammed (waarschijnlijke datum)